# Lijst van personen uit Zagreb
De lijst van personen uit Zagreb geeft een incompleet overzicht van personen die in de Kroatische hoofdstad Zagreb zijn geboren en een artikel hebben op de Nederlandstalige Wikipedia.

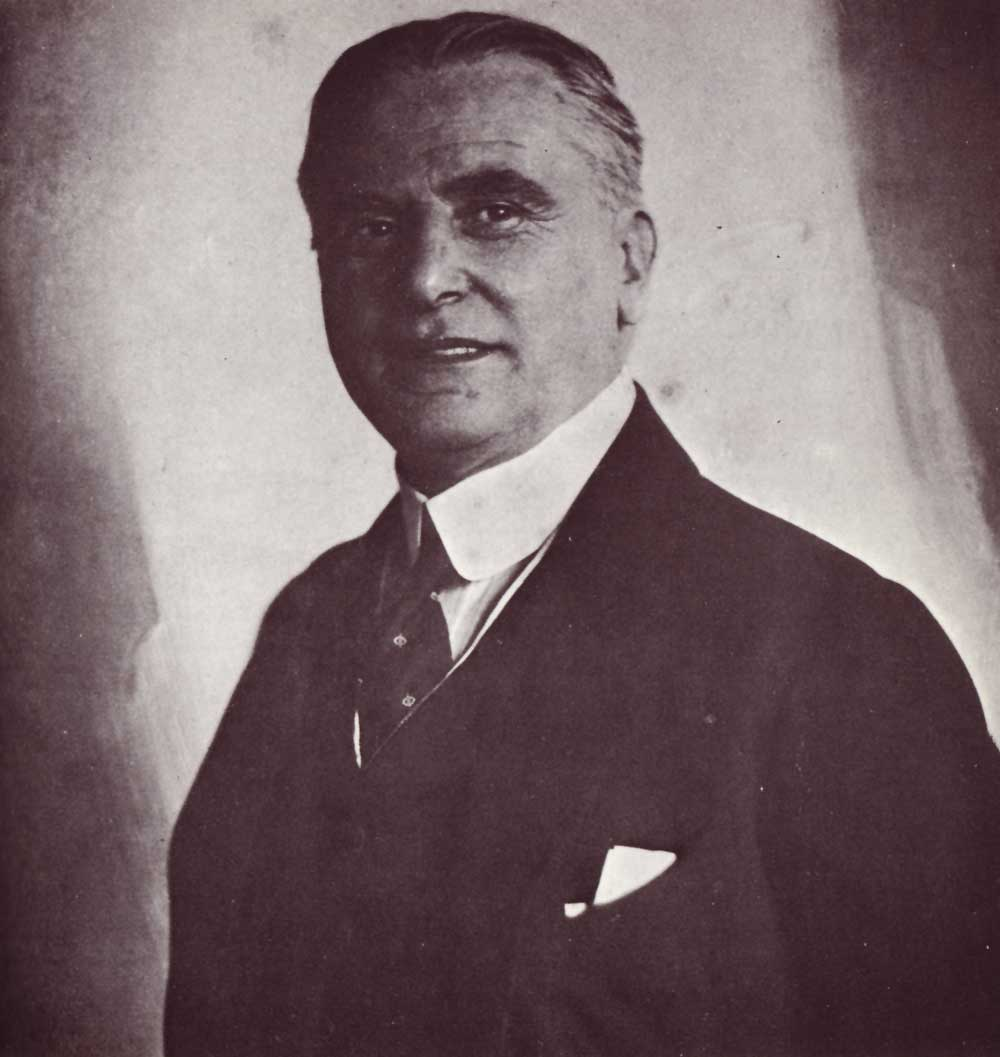
Artiest, illustrator en schilder Franz von Bayros (1866-1924)

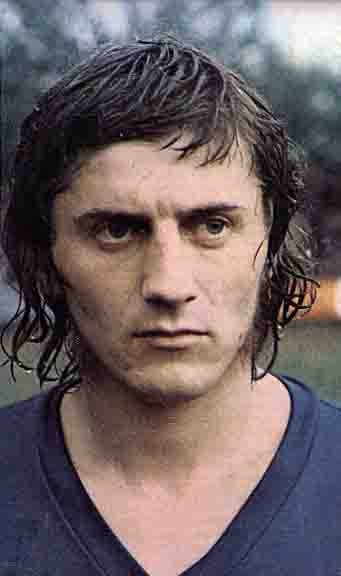
Voetballer Božo Bakota (1950)

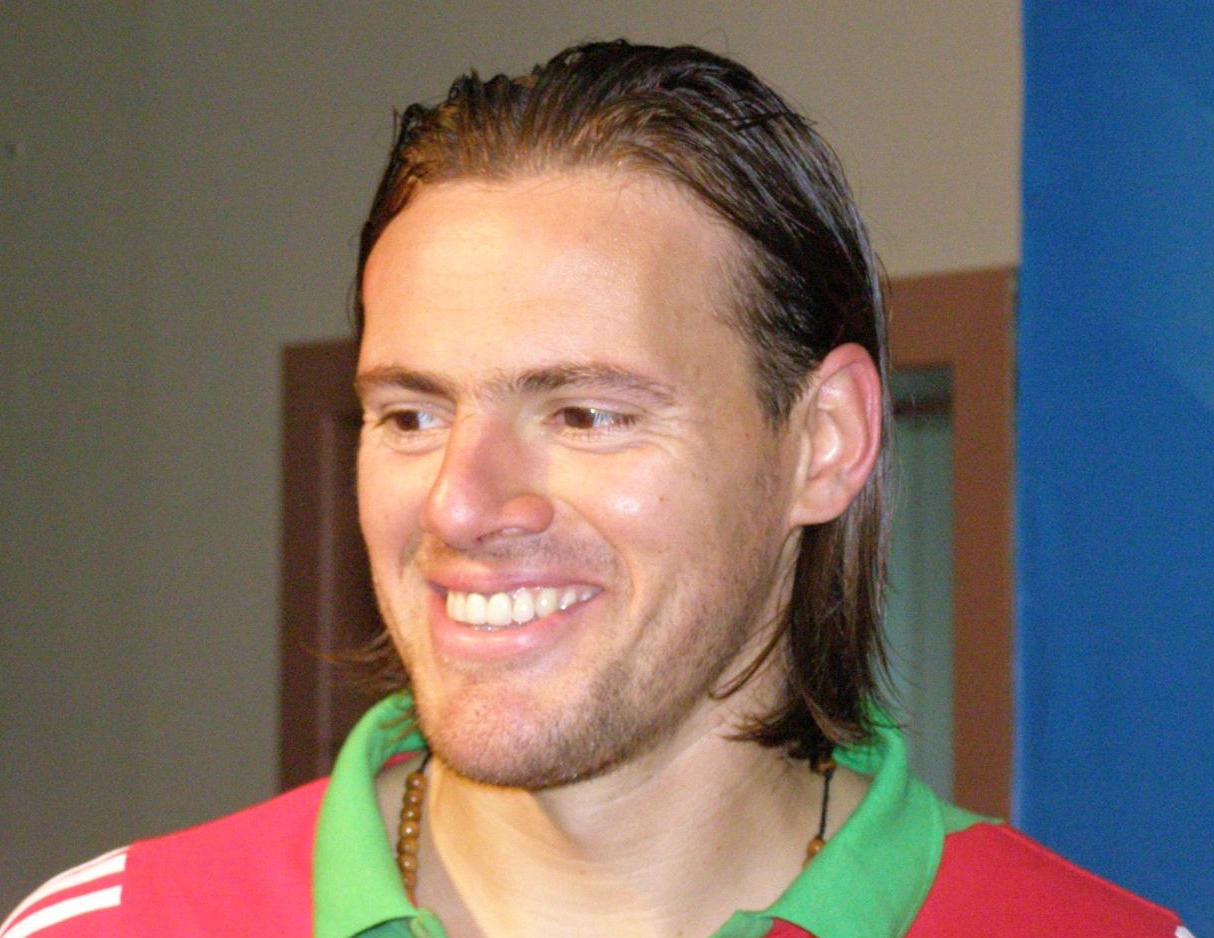
Voetballer Tomislav Dujmović (1981)

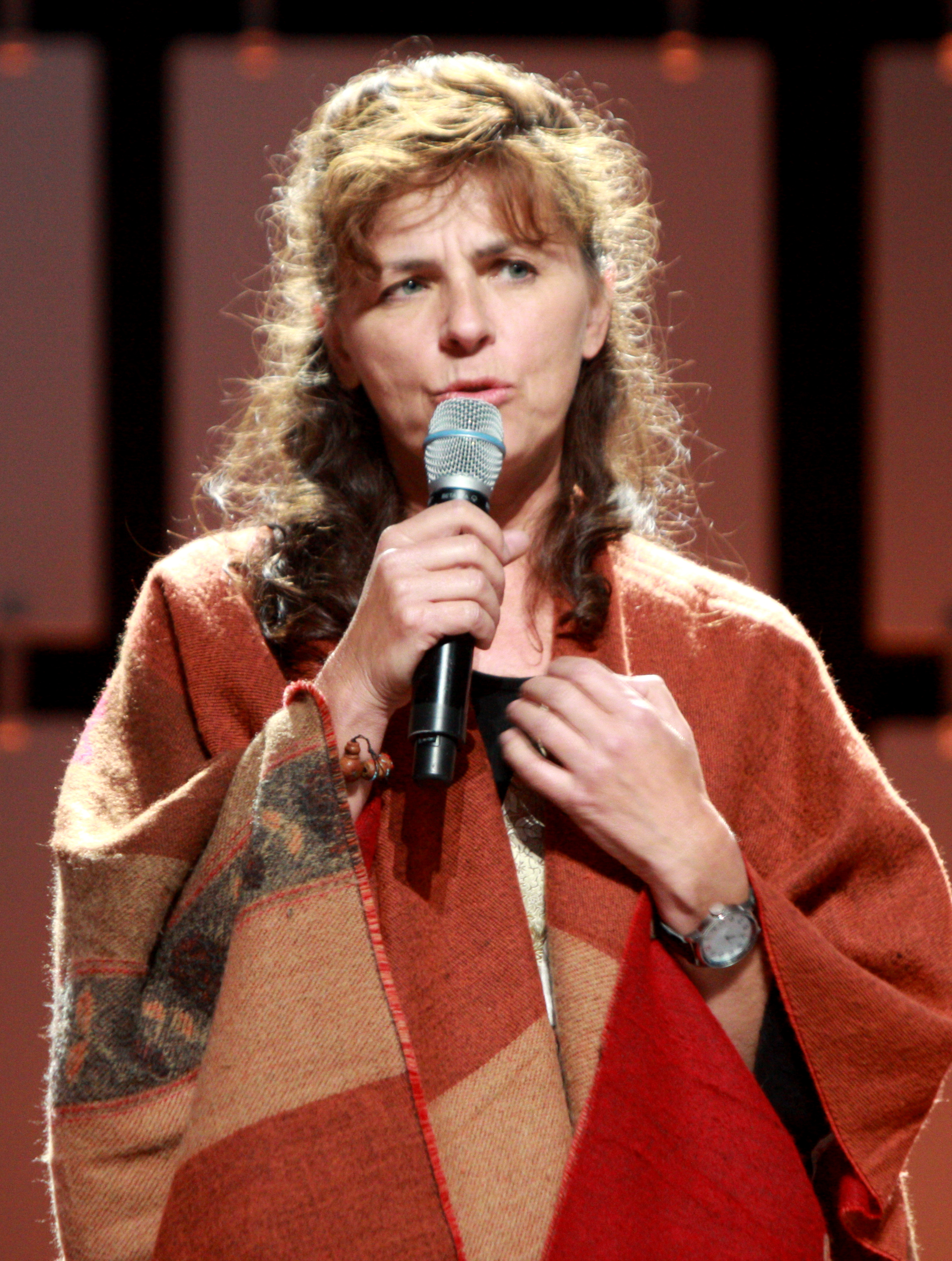
Actrice en zangeres Mira Furlan (1955)

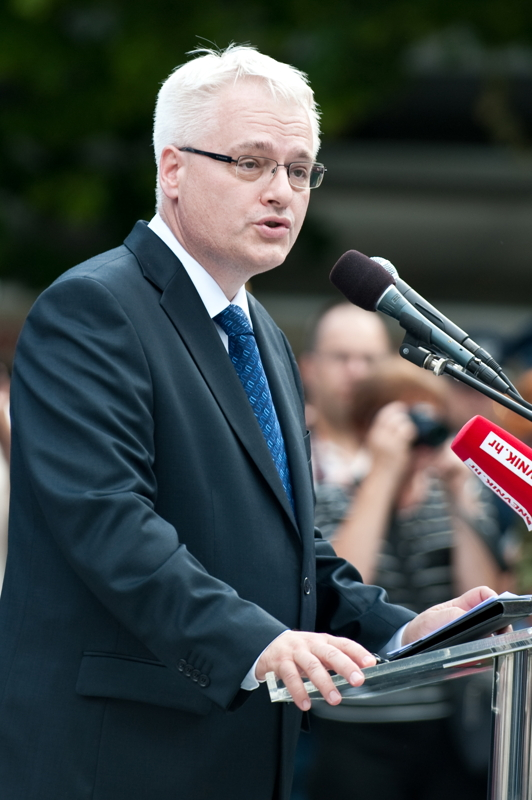
President Ivo Josipović (1957)

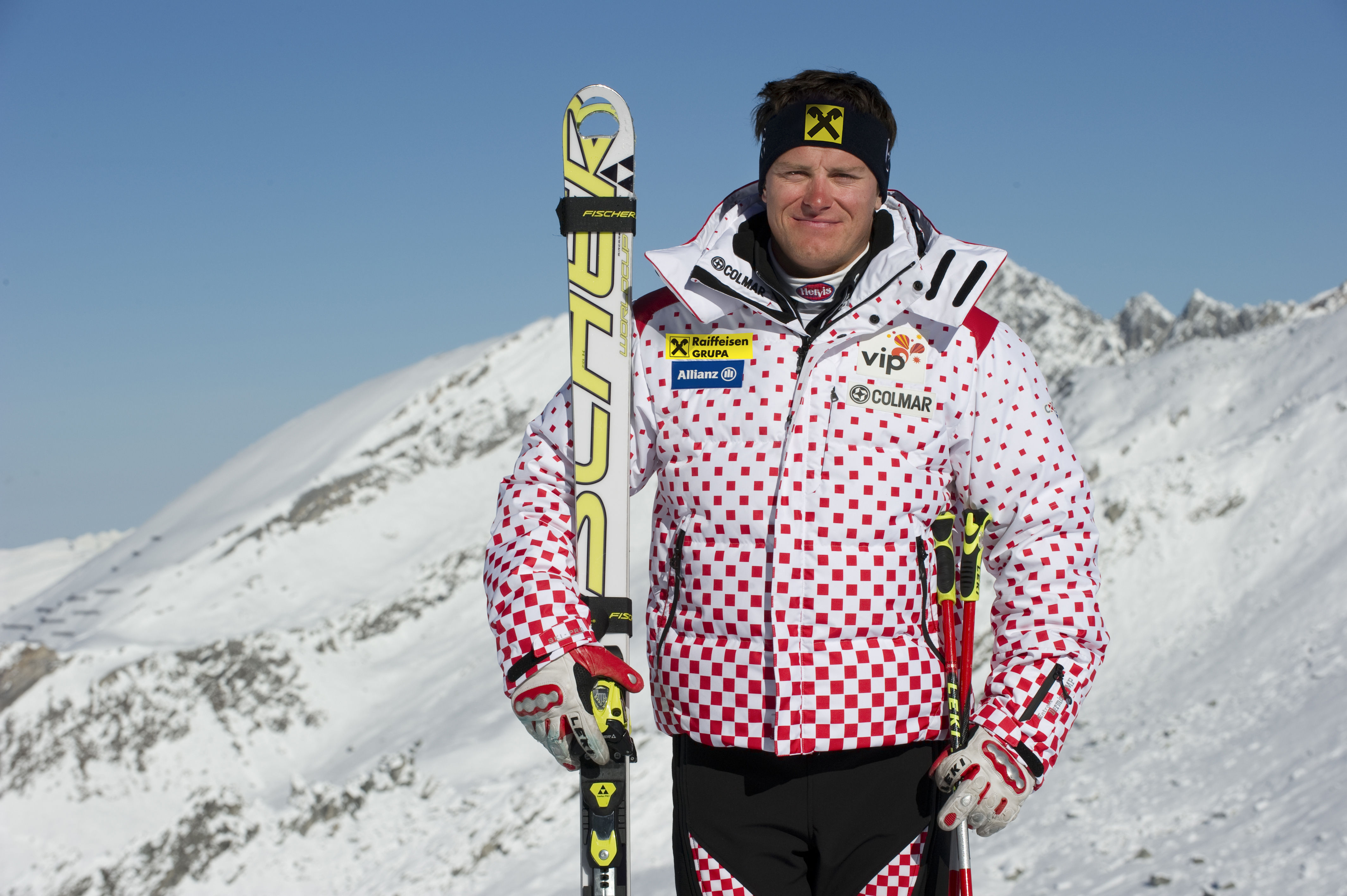
Alpineskiër Ivica Kostelić (1979)

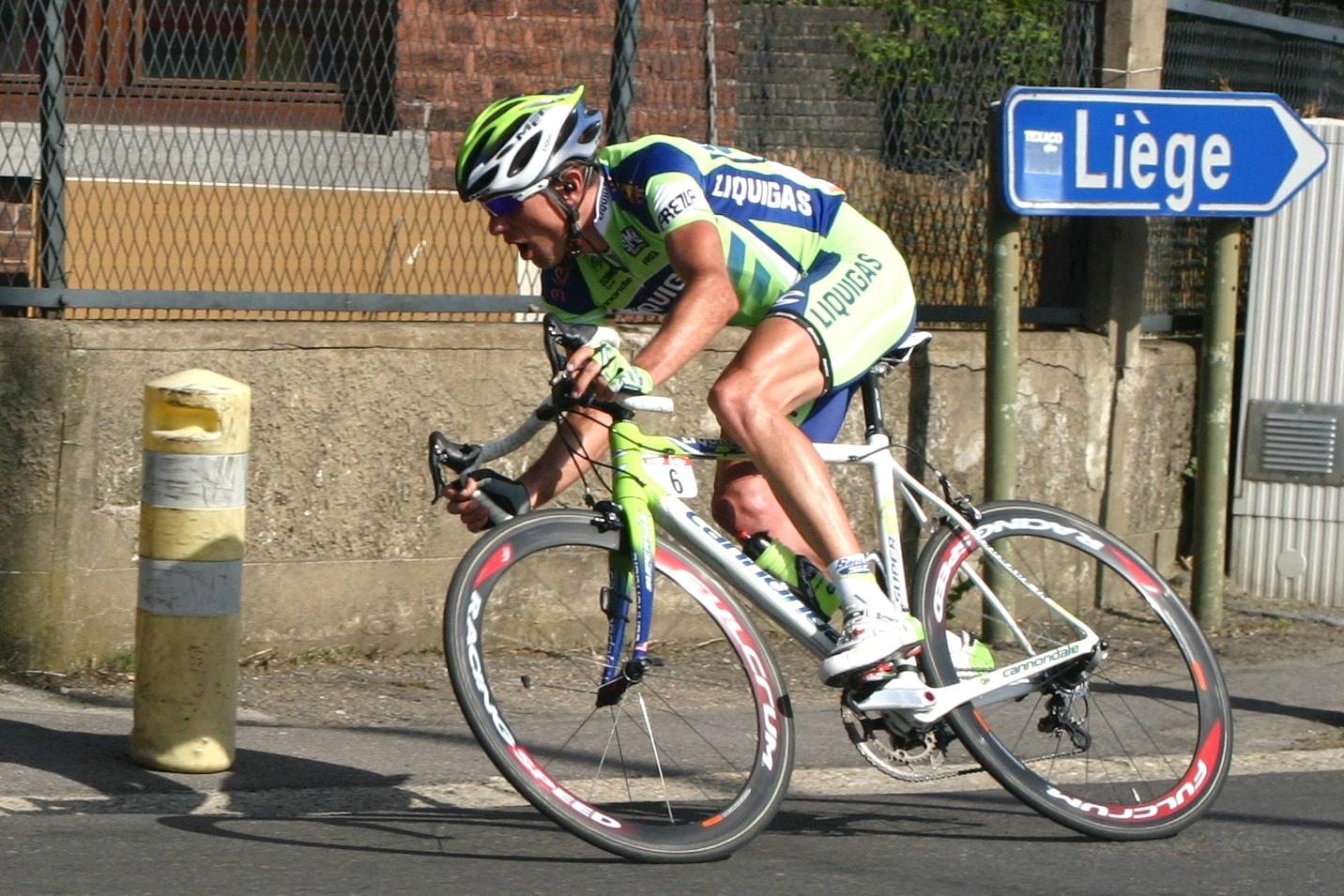
Wielrenner Vladimir Miholjević (1974)

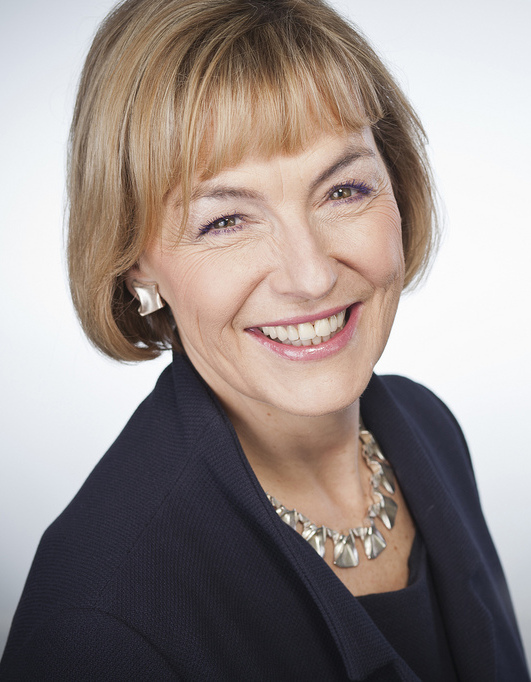
Politica Vesna Pusić (1953)

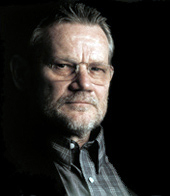
Politicus Ivica Račan (1944-2007)

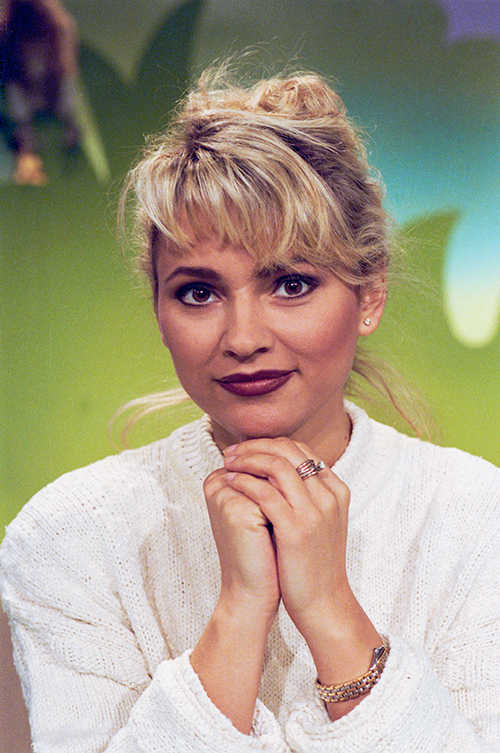
Model en actrice Tatjana Šimić (1963)

## A
- Besart Abdurahimi (1990), voetballer

## B
- Milan Badelj (1989), voetballer
- Nina Badrić (1972), zangeres
- Božo Bakota (1950-2015), voetballer
- Tomislav Barbarić (1989), voetballer
- Franz von Bayros (1866-1924), artiest, illustrator en schilder
- Igor Bišćan (1978), voetballer
- Stjepan Bobek (1923-2010), voetballer en voetbaltrainer
- Ozren Bonačić (1942), waterpolospeler
- Josip Brekalo (1998), voetballer
- Dražen Brnčić (1971), voetballer
- Fran Brodić (1997), voetballer
- Marcelo Brozović (1992), voetballer
- Tomislav Butina (1974), voetbaldoelman

## C
- Ante Čačić (1953), voetbaltrainer
- Zlatko Čajkovski (1923-1998), voetballer en voetbaltrainer
- Hrvoje Čale (1985), voetballer
- Mišo Cebalo (1945-2022), schaker
- Ante Ćorić (1997), voetballer
- Krešimir Ćosić (1948-1995), basketballer
- Mario Cvitanović (1975), voetballer

## D
- Matija Dedić (1973-2025), jazzpianist en -componist
- Ladislav Demeterffy (1933-2010), zanger
- Damjan Đoković (1990), voetballer
- Tomislav Dujmović (1981), voetballer

## F
- William Feller (1906-1970), wiskundige
- Mira Furlan (1955-2021), actrice en zangeres

## G
- Joško Gvardiol (2002), voetballer

## H
- Idora Hegel (1983), kunstschaatsster
- Branko Hucika (1977), voetballer

## I
- Tomislav Ivković (1960), voetbaldoelman en voetbaltrainer

## J
- Tin Jedvaj (1995), voetballer
- Dino Jelušić (1992), zanger
- Ivo Josipović (1957), president van Kroatië (2010-2015)
- Igor Jovićević (1973), voetballer
- Darija Jurak (1984), tennisspeelster
- Josip Juranović (1995), voetballer

## K
- Tvrtko Kale (1974), voetbaldoelman
- Roko Karanušić (1982), tennisser
- Ivo Karlović (1979), tennisser
- Ivan Kelava (1988), voetbaldoelman
- Tomislav Kiš (1994), voetballer
- Bojan Knežević (1997), voetballer
- Fabijan Komljenović (1961), voetballer
- Sylva Koscina (1933-1994), Italiaans actrice
- Ivica Kostelić (1979), alpineskiër
- Janica Kostelić (1982), alpineskiester
- Gordan Kožulj (1976), zwemmer
- Andrej Kramarić (1991), voetballer
- Niko Kranjčar (1984), voetballer
- Zlatko Kranjčar (1956-2021), voetballer en voetbaltrainer
- Željka Krizmanić (1987), kunstschaatser

## L
- Rudolf Lamprecht (1781-1860), gynaecoloog
- Jerko Leko (1980), voetballer
- Ronald Lopatni (1944-2022), waterpolospeler
- Goran Lovre (1982), voetballer

## M
- Lovro Majer (1998), voetballer
- Iva Majoli (1977), tennisster
- Mario Maloča (1989), voetballer
- Vladimir Medar (1923), acteur
- Jakov Medić (1998), voetballer (Ajax)
- Nikola Mektić (1988), tennisser
- Matea Mezak (1985), tennisspeelster
- Vladimir Miholjević (1974), wielrenner
- Mihael Mikić (1980), voetballer
- Zoran Milanović (1966), politicus
- Vlado Milunić (1941-2022), architect
- Mensur Mujdža (1984), voetballer

## N
- Maximilian Njegovan (1858-1930), admiraal
- Sofija Novoselić (1990), alpineskiër

## O
- Mislav Oršić (1992), voetballer
- Nika Ožegović (1985), tennisster

## P
- Andrej Panadić (1969), voetballer en voetbaltrainer
- Zlatko Papec (1934), voetballer
- Ivo Pavelić (1908-2011), zwemmer
- Sandra Perković (1990), discuswerpster
- Josip Pivarić (1989), voetballer
- Marko Pjaca (1995), voetballer
- Goran Prpić (1964), tennisser
- Vesna Pusić (1953), politica

## R
- Mladen Ramljak (1945-1978), voetballer
- Ivan Ratkić (1986), alpineskiër
- Marko Rog (1995), voetballer

## S
- Adrian Šemper (1998), voetballer
- Dario Šimić (1975), voetballer
- Josip Šimić (1977), voetballer
- Tatjana Simić (1963), model en actrice
- Jozo Šimunović (1994), voetballer
- Martin Sinković (1989), roeier
- Valent Sinković (1988), roeier
- Tomo Šokota (1977), voetballer
- Antonija Šola (1979), actrice en zangeres
- Damir Šolman (1948-2023), basketballer
- Borna Sosa (1998), voetballer
- Zvonimir Soldo (1967), voetballer en voetbaltrainer
- Dragutin Šurbek (1946), tafeltennisser

## T
- Tajči (1970), zangeres
- Nikola Tomašić (1864-1918), ban
- Ivan Tomečak (1989), voetballer
- Ante Tomić (1983), voetballer
- Ajla Tomljanović (1993), tennisspeelster
- Milan Trenc (1962), illustrator
- Ivan Turina (1980-2013), voetbaldoelman

## U
- Renata Ulmanski (1929), actrice

## V
- Ana Vrljić (1984), tennisster

## Z
- Oliver Zelenika (1993), voetbaldoelman
- Milovan Zoričić (1884-1971), jurist
- Lovro Zovko (1981), tennisser
- Natko Zrnčić-Dim (1986), alpineskiër
- Filip Zubčić (1993), alpineskiër